# Playmate

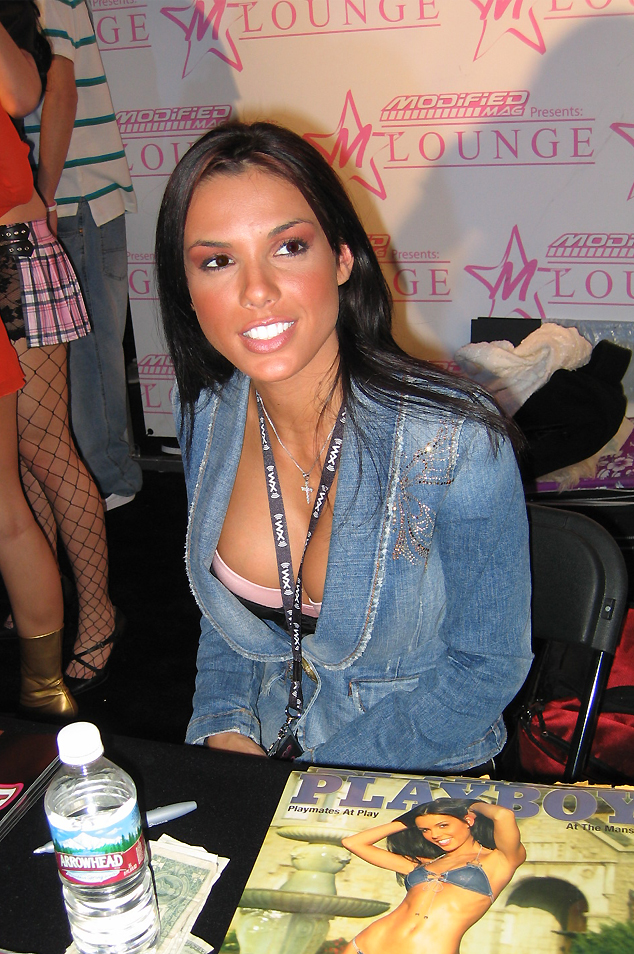
Carmella DeCesare.

El calificativo de playmate se otorgaba a las modelos que eran elegidas por la revista Playboy para figurar en un lugar destacado de la revista durante el mes correspondiente, pasando a denominarse Playmate del Mes.
Durante la selección, la modelo escogida aparecía en fotografías con alto contenido erótico, desnuda y en poses sugerentes, destacando en el póster central, conocido como centerfold. A la modelo se la promocionaba con una corta biografía y una hoja de datos donde se incluían sus medidas, estatura, cumpleaños y una breve presentación. Al final del año, una de las doce playmates era elegida Playmate del año.
A lo largo de la historia de la revista Playboy, se calcula que más de seiscientas mujeres fueron Playmates, llegando a cobrar (datos de 1954) 26 000 dólares por figurar en el artículo; siéndole entregado además un coche y 100.000 dólares a la elegida como Playmate del Año.
La filosofía de la revista era escoger a mujeres que se pareciesen la chica de al lado (Girl Next Door), bonitas pero no necesariamente glamourosas. Las playmates eran mujeres de diferentes estratos sociales, profesiones, países y antecedentes. Playboy motivaba a las Playmates potenciales a enviar fotos para ser consideradas como tales.
La Playmate del año siempre era elegida personalmente por Hugh Hefner, teniendo en consideración una encuesta anual de lectores suscritos.

## Historia
La revista Playboy fue fundada en octubre de 1953, publicándose el primer póster central con la que por entonces se llamó Sweetheart of the Month, siendo la joven y prometedora actriz Marilyn Monroe con su famosísima foto del Golden Calendar. Sin embargo, la primera Playmate propiamente dicha fue Margie Harrison (Miss Enero 1954). La primera playmate en mostrar vello púbico fue Liv Lindeland (Miss Enero 1971). 
Generalmente una mujer solo podía aparecer una vez como Playmate, aunque en los primeros años de la revista algunas modelos aparecieron en varias ocasiones. Tal fue el caso de Marilyn Waltz (febrero de 1954 -como Margaret Scott-, abril de 1954 y abril de 1955), de forma fortuita y Janet Pilgrim (julio de 1955, diciembre de 1955 y octubre de 1956). Margie Harrison (enero de 1954, junio de 1954) y Marguerite Empey (mayo de 1955 y febrero de 1956) llegaron a aparecer dos veces como Playmates. 
Algunas mujeres, por lo general gemelas, habían aparecido juntas en una misma edición como Playmates. Misses octubre de 1970 fueron Mary Collinson y Madeleine Collinson; Misses septiembre de 1989 fueron Karin van Breeschooten y Mirjam van Breeschooten; Misses diciembre de 1998 fueron las trillizas Erica, Nicole y Jaclyn Dahm; Misses enero de 2000 fueron Carol Bernaola y Darlene Bernaola; Misses diciembre de 2003 fueron Deisy Teles y Sarah Teles. Misses Octubre 1958, Pat Sheehan y Mara Corday estuvieron juntas, sin parentesco. 
Como curiosidad se afirma que no existen explaymates, ya que la filosofía de la revista afirmaba que una vez que se es Playmate, siempre se es Playmate.

## Playmates pioneras
- La primera Playmate afroamericana fue Jennifer Jackson, Miss Marzo 1965.[1]
- La primera Playmate asiática fue China Lee, Miss Agosto 1964.
- La primera Playmate judía fue Cindy Fuller, Miss Mayo 1959.
- Las primeras hermanas en ser Playmates, en diferentes meses, fueron Janice Pennington, Miss Mayo 1971, y Ann Pennington, Miss Marzo 1976.
- Las primeras Playmates gemelas fueron Mary Collinson y Madeleine Collinson, Misses octubre de 1970.
- Las primeras y, por el momento, únicas trillizas en ser Playmates fueron Erica, Nicole y Jaclyn Dahm, Misses diciembre de 1998.
- Carol Eden, Miss diciembre de 1960, fue la primera Playmate en ser madre de otra, Simone Eden, Miss febrero de 1989.
- La primera Playmate nacida después que la revista Playboy fue Monica Tidwell, Miss noviembre de 1973 y nacida en enero de 1954.
- La primera Playmate en mostrar vello púbico fue Liv Lindeland, Miss Enero 1971.
- La primera Playmate en aparecer con el vello púbico totalmente depilado fue Dalene Kurtis, Miss Septiembre de 2001.
- Kristy Garett se convierte en la última Playmate en desnudarse para la revista, Miss Febrero de 2016.[2]
- La primera modelo en no desnudarse para la revista fue Dree Hemingway, Miss Marzo de 2016.

## Playmates famosas
- Marilyn Monroe (actriz), Sweetheart of the Month, diciembre de 1953.
- Jayne Mansfield (actriz), febrero de 1955.
- BeBe Buell (madre de la actriz Liv Tyler), noviembre de 1974.
- Shannon Tweed (actriz y modelo), noviembre de 1981 y fue nombrada posteriormente Playmate del Año.
- Erika Eleniak (actriz y modelo), julio de 1989.
- Pamela Anderson (actriz y modelo), febrero de 1990.
- Anna Nicole Smith (modelo y presentadora), mayo de 1992.
- Jenny McCarthy (actriz, modelo y escritora), octubre de 1993 y fue nombrada Playmate del Año en la edición de junio de 1994.
- Audrey Aleen Allen (actriz y expresentadora), junio de 2013.

## Playmates del año
- Ellen Stratton en 1960.
- Linda Gamble en 1961.
- Christa Speck en 1962.
- June Cochran en 1963.
- Donna Michelle en 1964.
- Jo Collins en 1965.
- Allison Parks en 1966.
- Lisa Baker en 1967.
- Victoria Vetri en 1968.
- Connie Kreski en 1969.
- Claudia Jennings en 1970.
- Sharon Clark en 1971.
- Liv Lindeland en 1972.
- Marilyn Cole en 1973.
- Cynthia Wood en 1974.
- Marilyn Lange en 1975.
- Lillian Muller en 1976.
- Patti McGuire en 1977.
- Debra Jo Fondren en 1978.
- Monique St. Pierre en 1979.
- Dorothy Stratten en 1980.
- Terri Welles en 1981.
- Shannon Tweed en 1982.
- Marianne Gravatte en 1983.
- Barbara Edwards en 1984.
- Karen Velez en 1985.
- Kathy Shower en 1986.
- Donna Edmondson en 1987.
- India Allen en 1988.
- Kimberley Conrad en 1989.
- Reneé Tenison en 1990.
- Lisa Matthews en 1991.
- Corinna Harney en 1992.
- Anna Nicole Smith en 1993.
- Jenny McCarthy en 1994.
- Julie Lynn Cialini en 1995.
- Stacy Sanches en 1996.
- Victoria Silvstedt en 1997.
- Karen McDougal en 1998.
- Heather Kozar en 1999.
- Jodi Ann Paterson en 2000.
- Brande Roderick en 2001.
- Dalene Kurtis en 2002.
- Christina Santiago en 2003.
- Carmella DeCesare en 2004.
- Tiffany Fallon en 2005.
- Kara Monaco en 2006.
- Sara Jean Underwood en 2007.
- Jayde Nicole en 2008.
- Ida Ljungqvist en 2009.
- Hope Dworaczyk en 2010.
- Claire Sinclair en 2011.
- Jaclyn Swedberg en 2012.
- Raquel Pomplun en 2013.
- Kennedy Summers en 2014.
- Dani Mathers en 2015.
- Eugena Washington en 2016.
- Brook Power en 2017.
- Nina Daniele en 2018.
- Jordan Emanuel en 2019.
- Vendela, Megan Moore, Miki Hamano, Fo Porter, Abigail O'Neill, Yoli Lara, Teela LaRoux, Geena Rocero, Sophie O'Neil, Hilda Dias Pimentel, Gillian Chan y Jordy Murray en 2020.[3]

## Otros ejemplares
- Cybergirl: Son lo mismo que las Playmates con la única diferencia de que su centerfold es vendido por Internet y no en revistas.
- Amateur: Son aficionadas no profesionales, indecisas en ser Playmate o Cybergirl. Sus centerfolds, al igual que las cybergirl, son vendidos por Internet, pero estas son por cada semana y no por mes.